# Carlo Volpi

Carlo Volpi nella Juventus

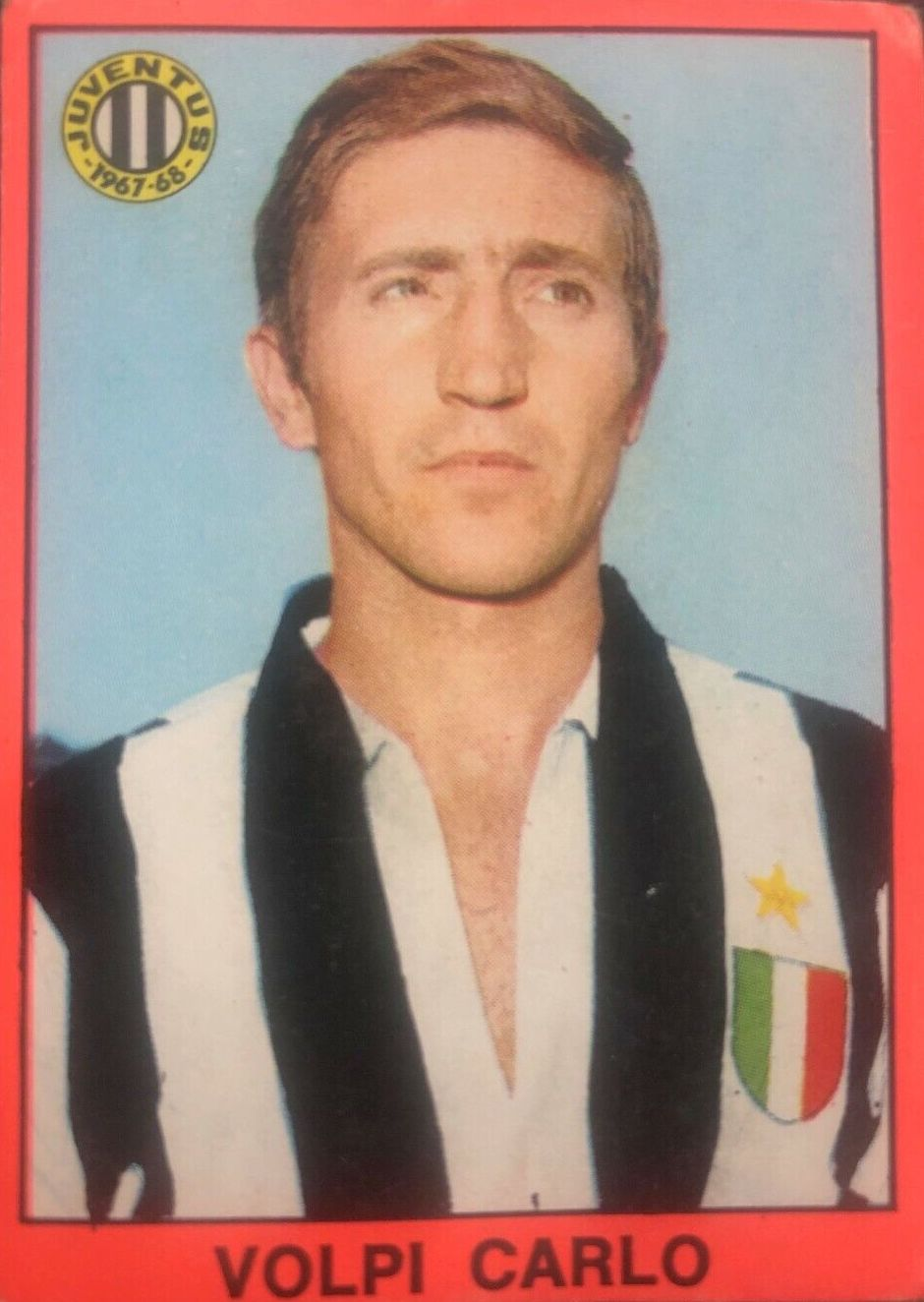
Figurina di Volpi

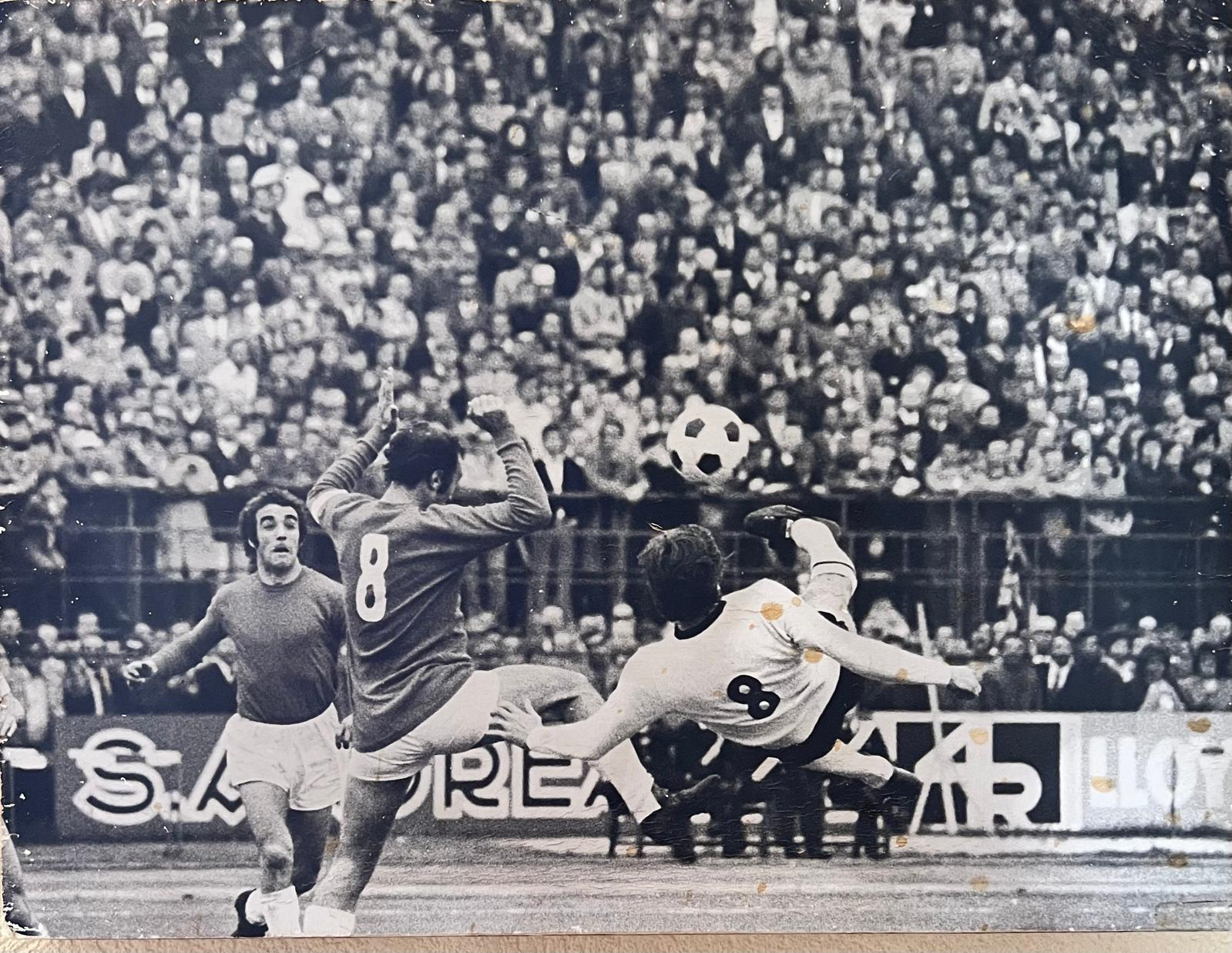
Rovesciata di Volpi

Carlo Volpi (Sampierdarena, 8 febbraio 1941) è un ex calciatore italiano, di ruolo mediano o attaccante ed ex dirigente sportivo.

## Carriera
Giocatore
Ha esordito in Serie A con la maglia del Palermo il 16 luglio 1962 in SPAL-Palermo (1-0). Ha giocato in massima serie anche con le maglie di Mantova, Juventus (5 presenze in bianconero nella stagione 1967-1968) e Brescia, per complessive 115 presenze e 6 reti.
Ha totalizzato inoltre 271 presenze e 45 reti in Serie B nelle file di Monza, Reggiana, Mantova, Brescia, Perugia e Parma, conquistando due promozioni in massima serie (col Mantova nella stagione 1965-1966 e col Brescia nella stagione 1968-1969).
Dirigente
Nella stagione 1976/77 è stato Direttore sportivo del Parma, come primo acquisto individuò nel Reggello un ragazzino di 17 anni che di nome faceva Carlo Ancelotti. Richiese inoltre al Milan un altro ragazzino di 16 anni, di nome Franco Baresi, ma di fronte alla richiesta di 40 milioni di lire l'allora Presidente Ernesto Ceresini non acconsentì all'acquisto.

## Palmarès

### Club

#### Competizioni nazionali
- Campionato italiano Serie C: 1

Parma: 1972-1973 (girone A)
Video del sopralluogo pre partita e dell'esultanza dopo il gol del 2 a 0.
https://www.facebook.com/100069709972045/videos/1133303438046926
https://www.facebook.com/100069709972045/videos/573305832181148